# Округ Секвоја (Оклахома)
Секвоја (енгл. Sequoyah County) је округ у америчкој савезној држави Оклахома.

## Демографија
По попису из 2010. године број становника је 42.391, што је 3.419 (8,8%) становника више него 2000. године.
| Група             | 2000.          | 2010.          |
| Белци             | 26.284 (67,4%) | 27.634 (65,2%) |
| Афроамериканци    | 725 (1,9%)     | 735 (1,7%)     |
| Азијати           | 86 (0,2%)      | 206 (0,5%)     |
| Хиспаноамериканци | 793 (2,0%)     | 1.438 (3,4%)   |
| Укупно            | 38.972         | 42.391         |